# Evergrande
O GuangZhou Evergrande Center
A Evergrande, Evergrande Group ou Evergrande Real Estate Group (anteriormente Hengda Group) foi uma gigante incorporadora chinesa considerada a segunda maior empresa imobiliária da China em vendas até sua falência em 2024. tornando-a o 122º maior grupo do mundo em receita, de acordo com a lista Fortune Global 500 de 2021. Ela está sediada na província de Guangdong, no sul da China, e vende apartamentos principalmente para moradores de renda alta e média. Em 2018, tornou-se a empresa imobiliária mais valiosa do mundo.
A holding do grupo é constituída nas Ilhas Cayman. Sua sede está localizada no Excellent Houhai Financial Center, no distrito de Nanshan, em Shenzhen.
Em 2021, a empresa começou a enfrentar uma grande crise de liquidez, gerando apreensão na China e no mundo.
A empresa acabou entrando com pedido de falência nos Estados Unidos em 2023, que foi seguida por uma liquidação ordenada pelo tribunal em Hong Kong em janeiro de 2024.

## História
Anteriormente chamado de Grupo Hengda, o Evergrande foi fundado por Xu Jiayin na cidade de Guangzhou, no sul da China, em 1996.  Em outubro de 2009, a empresa levantou US$ 722 milhões em uma oferta pública inicial na Bolsa de Valores de Hong Kong.
O grupo comprou o clube de futebol Guangzhou Evergrande FC em 2010 e com Marcello Lippi conquistou a Liga dos Campeões da AFC de 2013. O grupo tem uma marca de água mineral chamada Evergrande Spring (恒大冰泉) e uma escola de reforço de futebol. Nos últimos anos, incorporadores imobiliários chineses como Evergrande e Dalian Wanda fizeram incursões em "negócios alternativos e geradores de renda, longe do mercado imobiliário". Por exemplo, Evergrande se expandiu para painéis solares, suinocultura, agronegócio e fórmulas infantis.
Em 2017, o preço das ações, os lucros e as receitas da Evergrande subiram para quase três a quatro vezes em valor, levando o fundador Xu Jiayin a ser um dos homens mais ricos da China, bem como uma das pessoas mais ricas da Ásia. Em 2020, a Evergrande gerou uma receita de cerca de 507 bilhões de yuans.

### Crise de liquidez
Em agosto de 2021, o Financial Times informou que o Evergrande está enfrentando um número recorde de processos movidos por empreiteiros nos tribunais chineses à medida que aumenta a pressão sobre a administração da empresa para reduzir seus US$ 300 bilhões em passivos, incluindo cerca de US$ 100 bilhões em dívidas. Em meados de setembro de 2021, foi informado que a empresa corria o risco de não conseguir emitir pagamentos sobre os juros de empréstimos vencidos em 20 de setembro. Foi estimado que cerca de 1.500.000 clientes poderiam perder depósitos em casas da Evergrande que ainda não foram construídas se a empresa falir.
Em 20 de setembro de 2021, as ações da Evergrande caíram 19% em Hong Kong, um ponto baixo em 11 anos, e se recuperaram parcialmente para 10,2% no fechamento do pregão.

## Operações
A empresa desenvolveu projetos em mais de 170 cidades da China. É uma das 10 maiores incorporadoras imobiliárias da China Continental e uma das cinco maiores incorporadoras imobiliárias da província de Guangdong - as outras quatro sendo Country Garden, Guangzhou R&amp;F Properties, Hopson Development e Agile Property.
Em 2016, o fundador e presidente da empresa, Xu Jiayin, era a oitava pessoa mais rica da China, valendo US$ 4,9 bilhões. Em junho de 2019, seu patrimônio líquido era de US$ 30,4 bilhões, tornando-o a terceira pessoa mais rica da China.